# Vulkanska aktivnost
Vulkanska aktivnost tj. vulkanizam, pojava erupcije rastopljene stijene (magme) na površinu Zemlje ili inog krutog nebeskog tijela (planeta ili mjeseca), gdje lava, piroklastični i vulkanski plinovi izbijaju na površinu kroz rupu zvanu vulkanski dimnjak. Uključuje sve vulkanske pojave nastale od i stvarajući magmu unutar kore ili plašta tijela, uzdižući se kroz koru i tvoreći vulkansko stijenje na površini.